# 武昌冠孢虫
武昌冠孢虫（学名：Mitraspora wuchangensis）为球孢科冠孢虫属的动物。在中国，分布于湖北等，营寄生生活，寄生在鲫的膀胱。